# Arnold Mærsk McKinney Møller

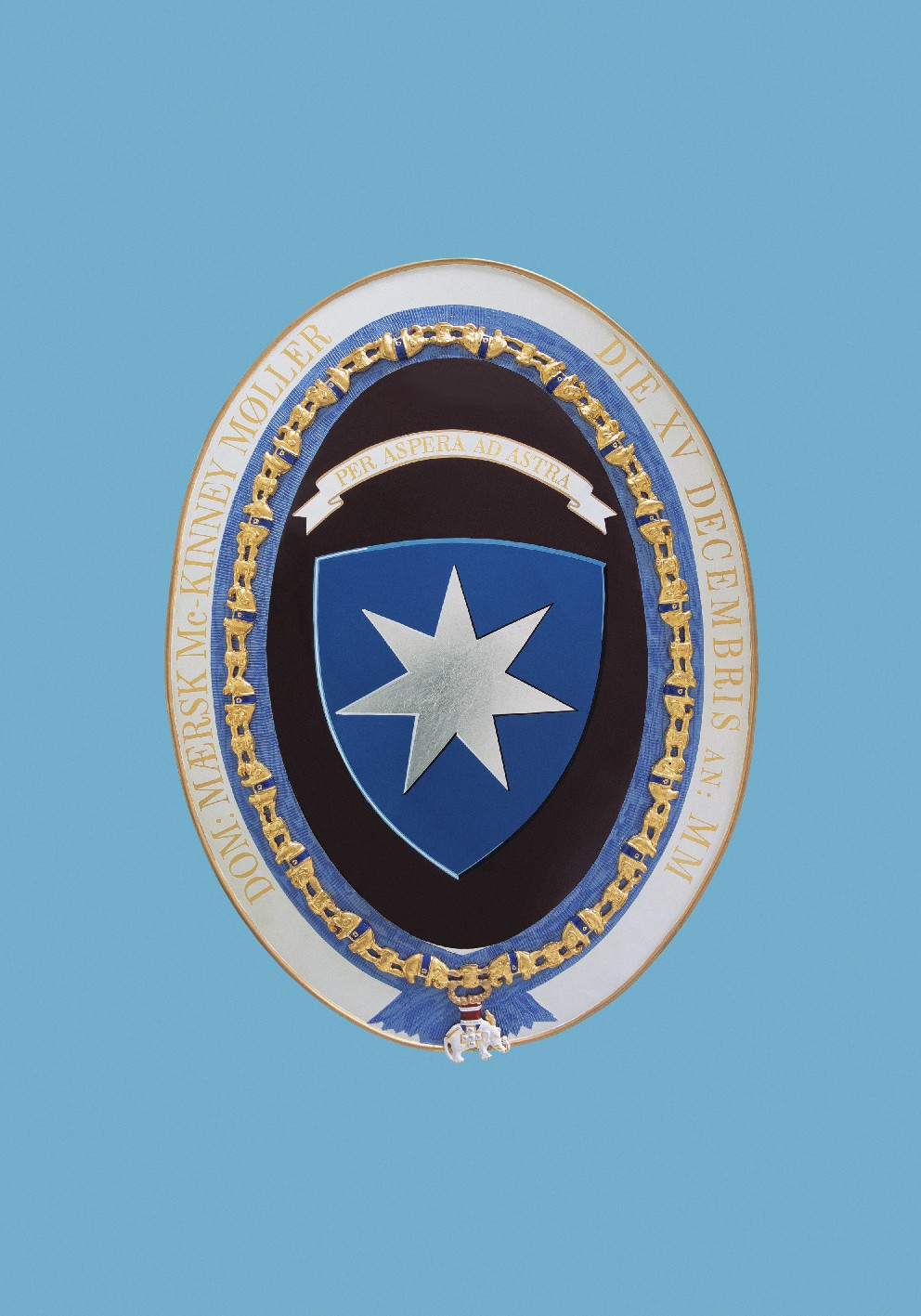
Herb Arnolda Mærska jako kawalera Orderu Słonia znajdujący się w kaplicy na zamku Frederiksborg

Arnold Mærsk McKinney Møller (ur. 13 lipca 1913 w Kopenhadze, zm. 16 kwietnia 2012 tamże) – duński magnat przemysłu transportu morskiego. Szef i współwłaściciel firmy A.P. Møller-Mærsk. Najbogatszy Duńczyk, sklasyfikowany w 2006 roku jako 84. najbogatszy człowiek na świecie.

## Odznaczenia
- Order Słonia (2000, Dania)
- Order Danebroga II klasy (1983, Dania)
- Order Świętego Olafa II klasy (Norwegia)
- Order Sokoła Islandzkiego II klasy (Islandia)
- Order Imperium Brytyjskiego II klasy (1990, Wielka Brytania)
- Order Skarbu Świętego II klasy (Japonia)
- Order Vasco Núñeza de Balboa II klasy (2006, Panama)
- Order Korony Tajlandii
- Order Alawitów I klasy (2007, Maroko)